# إيرا ألين هاينز
إيرا ألين هاينز (بالإنجليزية: Ira Allen Haynes)‏ هو ضابط أمريكي، ولد في 10 سبتمبر 1859 في كنتاكي في الولايات المتحدة، وتوفي في 24 فبراير 1955 في مينلو بارك في الولايات المتحدة.